# Onthophagus lallierianus
Onthophagus lallierianus är en skalbaggsart som beskrevs av Emile Janssens 1953. Onthophagus lallierianus ingår i släktet Onthophagus och familjen bladhorningar. Inga underarter finns listade i Catalogue of Life.